# Geschichte der Juden in Freiburg im Breisgau

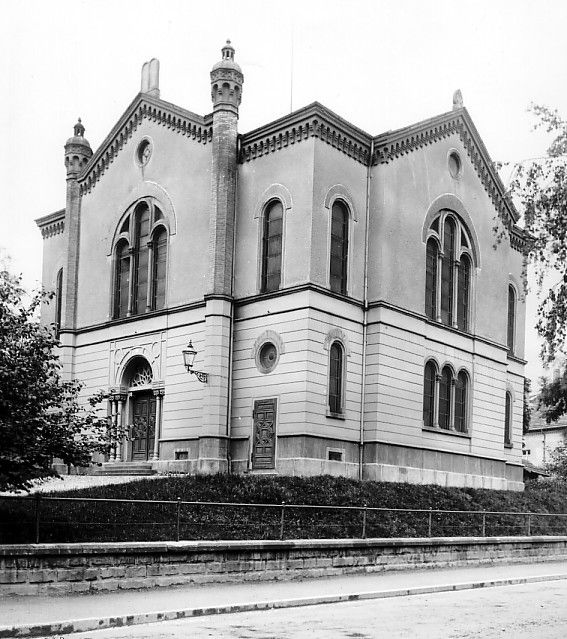
Ehemalige Freiburger Synagoge, von 1869/70, zerstört am 10. November 1938 im Zuge der Novemberpogrome

Die Geschichte der Juden in Freiburg beginnt im Spätmittelalter mit der Erwähnung eines Ghettos im Bereich der heutigen Wasserstraße/Weberstraße. Im Jahr 1328 ist eine Synagoge in der Weberstraße Nr. 6 belegt.

## Mittelalter
Bereits 1310 hatten die Grafen von Freiburg vom Kaiser das lukrative Judenregal erworben, doch die entrichteten Abgaben reichten ihnen nicht aus, so dass Graf Konrad II. im Jahre 1326 400 Silbermark Schulden bei den Juden angehäuft hatte. Wohl wegen dieser Abhängigkeit stellte Konrad gemeinsam mit seinem mitregierenden Sohn Friedrich am 12. Oktober 1338 den ortsansässigen Juden einen umfassenden Sicherungsbrief aus zum Nutzen der Stadt und um von der Herrschaft Schaden abzuwenden.
Als im Jahre 1348 eine Pestwelle über das Reichsgebiet zog, galt der Schutzbrief plötzlich nicht mehr. Bereits am 1. Januar 1349, noch bevor die Pest am Oberrhein ausgebrochen war, wurden in Freiburg auf Betreiben des Stadtrats der Brunnenvergiftung verdächtige Juden festgenommen. Unter Folter legten viele von ihnen Schuldbekenntnisse ab und beschuldigten in Todesangst auch Juden aus anderen Orten. Nach einem Pogrom in Basel Anfang Januar 1349 wurden am Freitag vor Lichtmess (am 31. Januar) alle Freiburger Juden mit Ausnahme der Schwangeren verbrannt und zwar wegen ihrer Missetaten und Morde, die sie anstifteten und zugegeben haben. Die Kinder der Hingerichteten wurden zur Taufe gezwungen.
Im Jahr 1360 erlaubte der Stadtrat die Neuansiedlung von Juden, doch war die Unsicherheit groß und so erließ der österreichische Landesherr Herzog Leopold auf Bitten der Stadt am 14. September 1394  eine Judenordnung, nach der die Juden Gugelhüte und Judenmäntel tragen mussten. Außerdem war ihnen das Tragen der liturgischen Farben rot und grün verboten und in der Karwoche bestand für sie ein Ausgangsverbot. Als Folge von Nachrichten über einen Ritualmord an einem christlichen Knaben in Diessenhofen ließ der Stadtrat nach Rücksprache mit Herzog Leopold dann am 4. Juli 1401 die Austreibung aller Juden von den Kanzeln verkünden. Die Ratsherren unterzeichneten feierlich den Beschluss, daz dekein Jude ze Friburg niemmerme sin sol. Der Aufenthalt eines Juden in der Stadt durfte nur in Begleitung eines Stadtknechtes und bei einer stündlich zu zahlenden Gebühr erfolgen. Zwar wurden ab 1411 zögerlich wieder Juden in Freiburg aufgenommen, doch in der Zeit als Reichsstadt (1415–1427) bestätigte König Sigismund auf Wunsch des Stadtrates das Dekret von 1401 offiziell im Jahre 1424 mit der Ewigen Vertreibung.

## Aufklärung und 19. Jahrhundert
Die Situation der Juden änderte sich erst mit dem Toleranzpatent Kaiser Josephs II. im Jahr 1782. Formal hob das Patent die bestehenden „Judengesetze“ auf, doch im Alltag der Juden bestanden weiterhin Einschränkungen. Zwar war Juden der Besuch höherer Schulen und der Universität erlaubt, jedoch war eine Niederlassung in Freiburg als Vollbürger zunächst nicht möglich. Im Jahr 1809 wies der Stadtrat den Juden in der Grünwälderstraße Nr. 12 ein Judengasthaus zu. Der erste Pächter des Gasthauses war der erste jüdische Vollbürger Freiburgs.
Im Jahre 1830 mit dem Amtsantritt Großherzog Leopolds, der sich als studierter Staatswissenschaftler voll zur konstitutionellen Monarchie bekannte, debattierte der Landtag die Emanzipation der Juden. Doch bei den Debatten von 1831 in der Zweiten Kammer regte sich Widerstand. Vor allem Karl von Rotteck machte sich zum Sprecher der Abgeordneten, die verlangten, dass sich die Juden erweiterte Rechte mit einer verstärkten Integration verdienen. 1835 hob der Großherzog alle Sonderabgaben für Juden auf. 1846 waren lediglich 20 Juden in Freiburg registriert. Noch 1862 gab es in Freiburg erbitterten Widerstand vor allem gegen die Freizügigkeit. Besonders die Kaufmannschaft wollte das seit 1424 bestehende und 1809 bestätigte Niederlassungsverbot für Juden in der Stadt aus Angst vor Konkurrenz beibehalten. In einer Petition an den Landtag hieß es: Wir werden zum Judennest.
In den Jahren 1869/70 wurde die Synagoge nach Plänen von Georg Jakob Schneider in der Rempartstraße (später Werthmannplatz, heute Platz der Alten Synagoge) errichtet und 1870 wurde der noch heute genutzte Jüdische Friedhof Freiburg in Betrieb genommen.

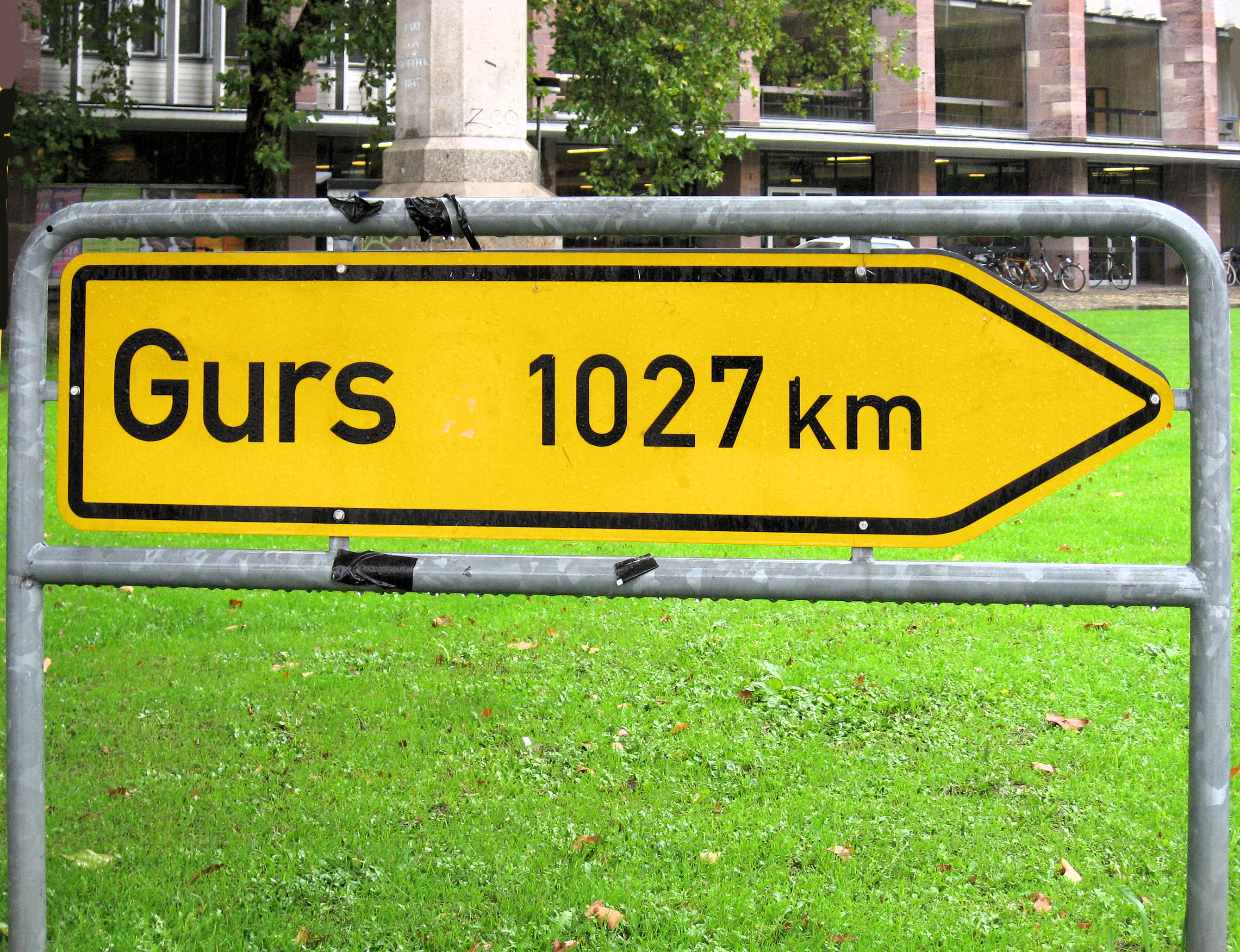
Mahnmal zur Erinnerung an die Deportation Freiburger Juden in das Konzentrationslager Gurs (Südfrankreich) in Form eines Verkehrszeichens

## Nationalsozialismus

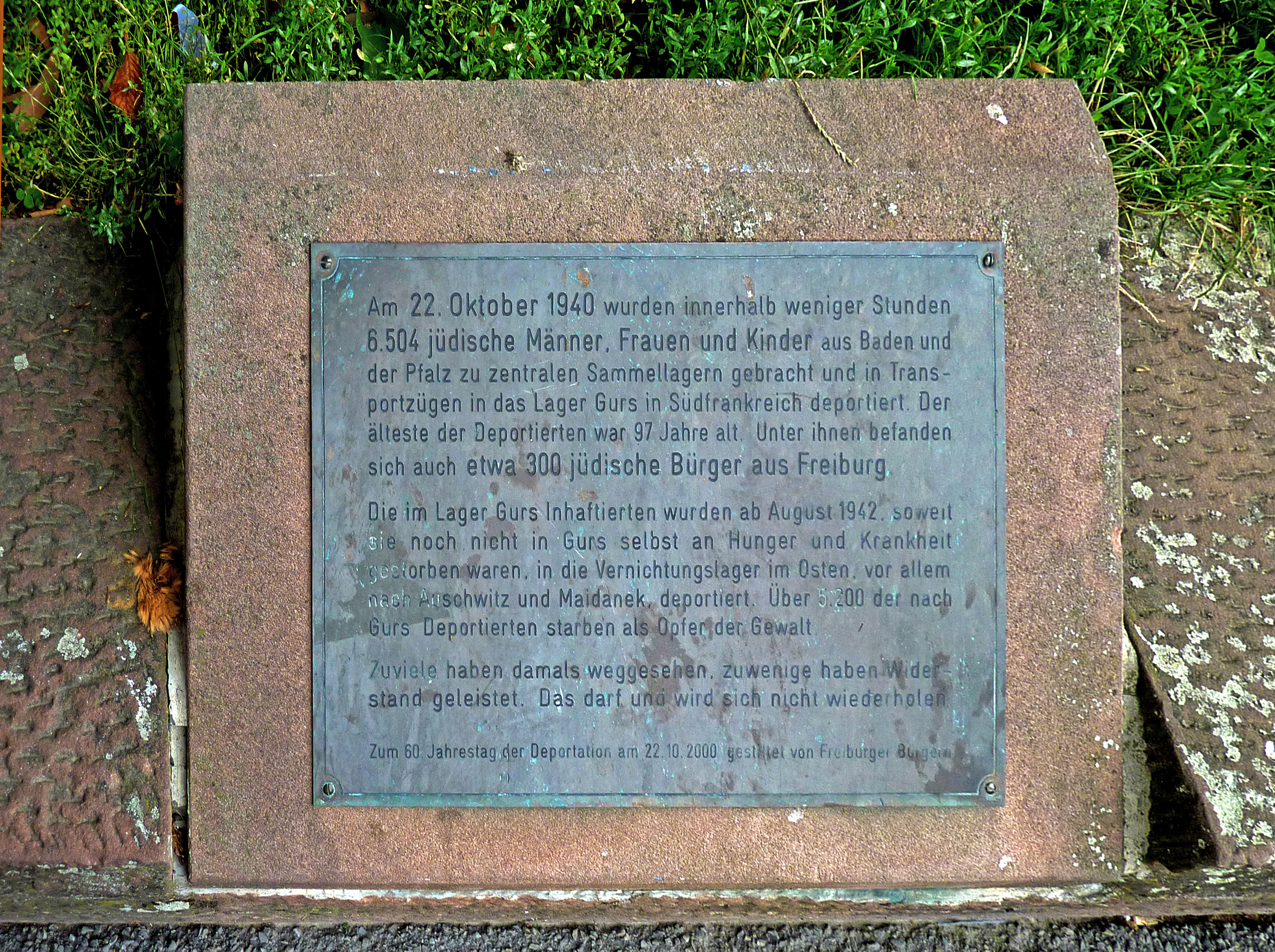
Gedenktafel „Wagner-Bürckel-Aktion“ am Platz der alten Synagoge

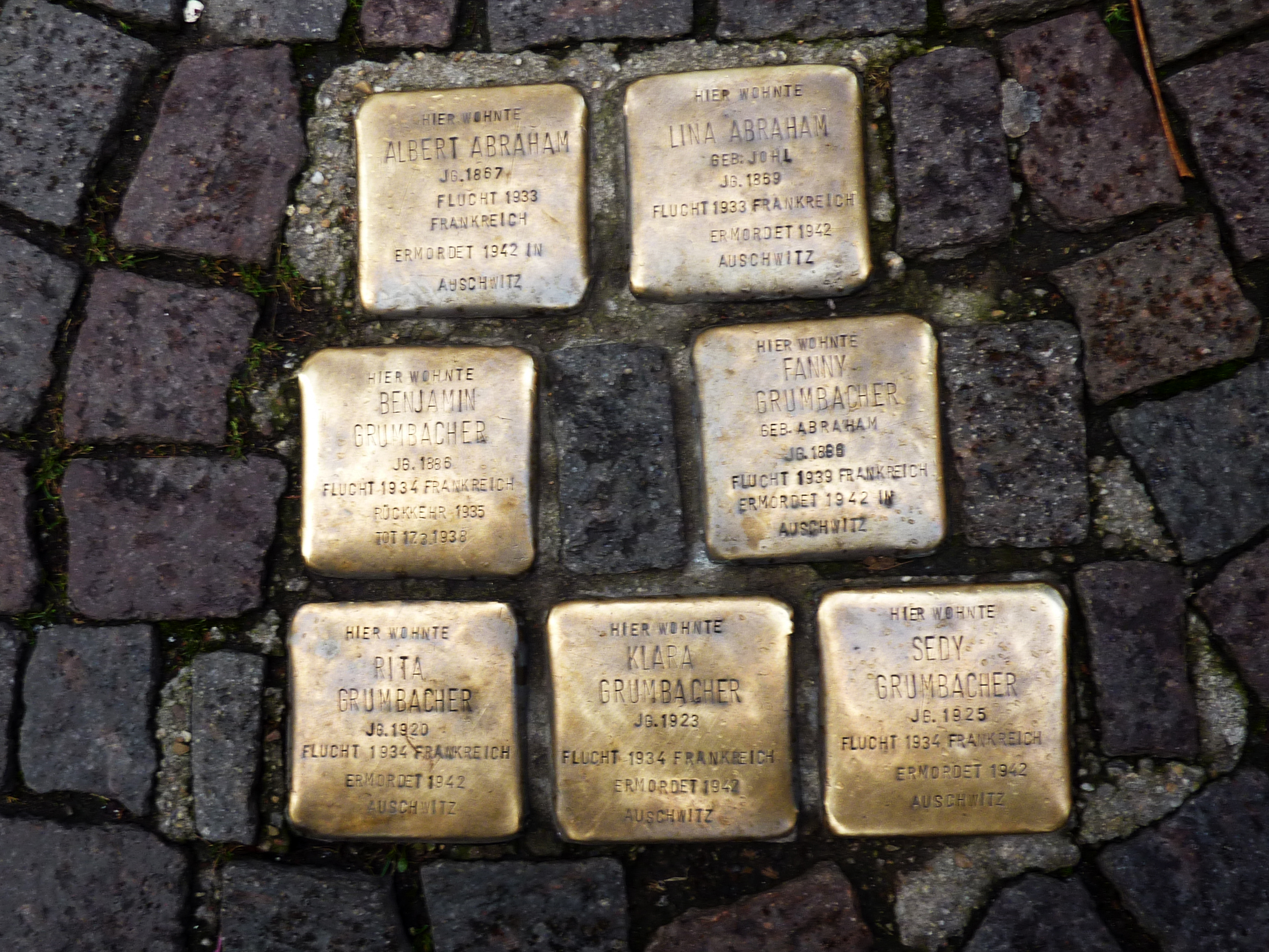
Stolpersteine für die Familien Abraham und Grumbacher, Eisenbahnstraße 66

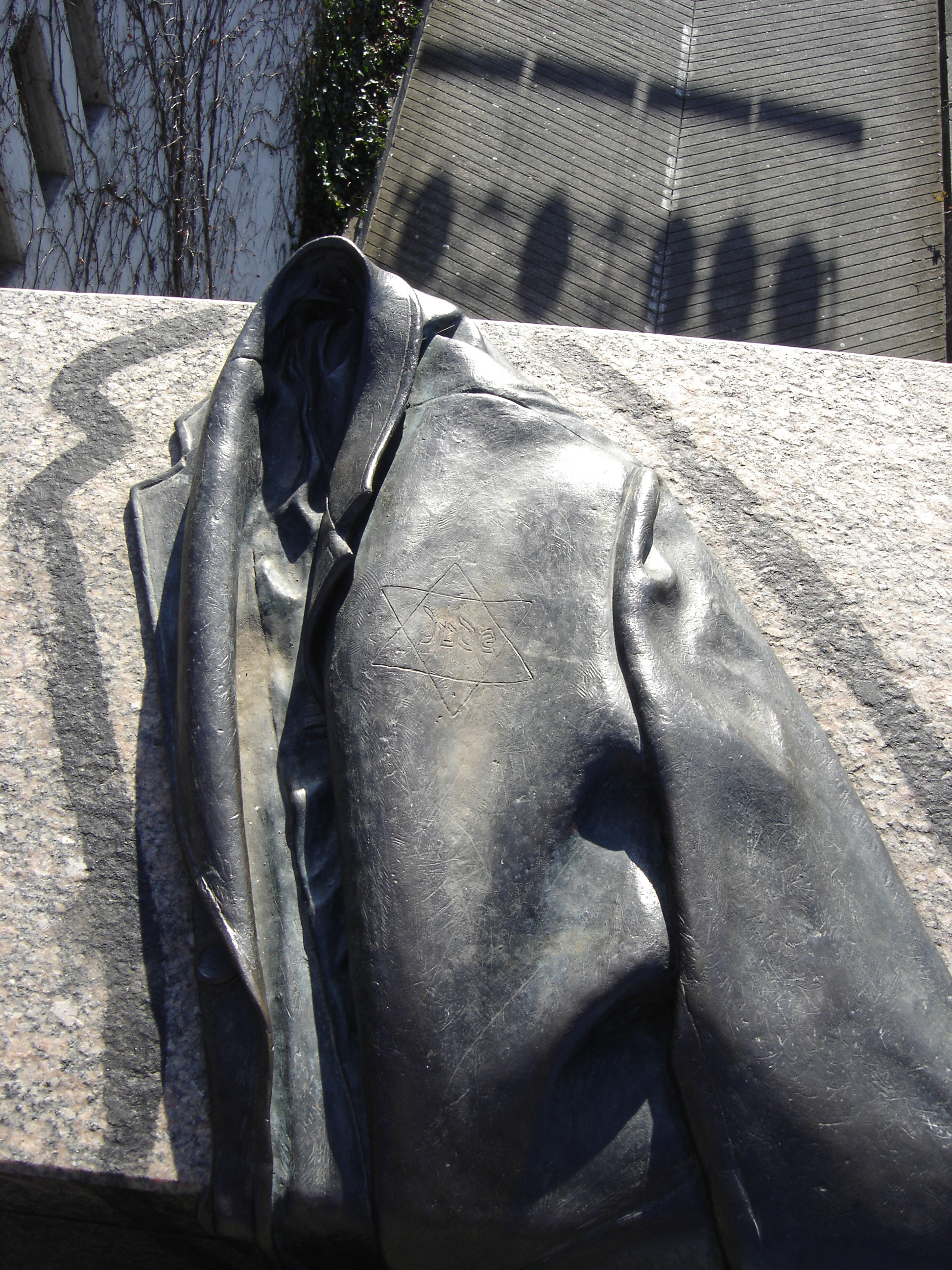
Denkmal für die ermordeten Juden an der Wiwilíbrücke

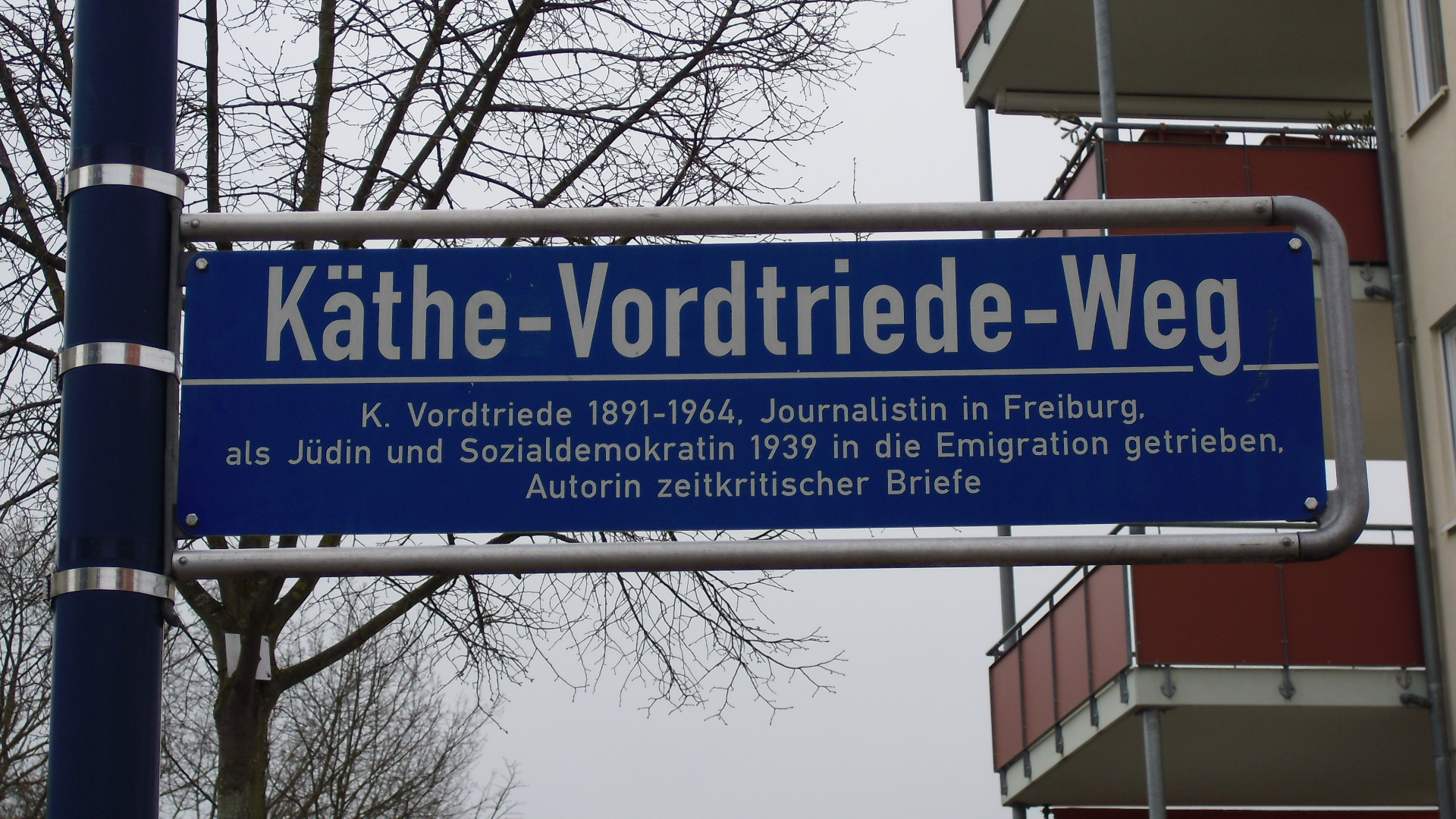
Käthe-Vordtriede-Weg im Stadtteil Rieselfeld

Die „Machtergreifung“ der Nationalsozialisten Ende Januar 1933 in Berlin setzte sich auch in Freiburg rasch durch. Am 6. März hissten die Nazis ohne Zustimmung des Oberbürgermeisters Karl Bender die Hakenkreuzfahne am Freiburger Rathaus. Am 17. März zwischen 4 und 5 Uhr sollte der sozialdemokratische und jüdische Landtagsabgeordnete und Stadtverordnete Christian Daniel Nußbaum festgenommen werden, der daraufhin mit einem Schuss durch die Wohnungstür einen Polizeibeamten tödlich verletzte. Im Zuge der Ereignisse wurde daraufhin die Verlagsdruckerei der Volkswacht (Freiburg im Breisgau) von Angehörigen von NSDAP, SA, SS und Stahlhelm gestürmt, die 16.000 frisch gedruckte Zeitungsexemplare auf die Straße warfen und versuchten, diese anzuzünden. Die engagierte Journalistin und Sozialdemokratin Käthe Vordtriede verliert dadurch ihre Anstellung. Am 18. März wurden in Freiburg sämtliche örtliche Organisationen der SPD und KPD einschließlich ihrer Hilfs- und Nebenorganisationen aufgelöst.
Am 28. März 1933 legten der jüdische SPD-Stadtrat Max Mayer und am 31. März 1933 der Stadtrat Robert Grumbach, ebenfalls SPD, infolge des Gleichschaltungsgesetzes ihr Mandat nieder. Den nationalen Boykott jüdischer Geschäfte am 1. April befolgten die Freiburger nur halbherzig.
Wie vielerorts in Deutschland ging auch in Freiburg im Zuge der Pogrome am 10. November 1938 die Synagoge in Flammen auf. Anschließend wurden von einer größeren Anzahl in „Schutzhaft“ genommener Juden 100 männliche Personen über 18 Jahre ins KZ Dachau deportiert.
Am 22. Oktober 1940 wurden in Freiburg, wie in ganz Baden, bei der Wagner-Bürckel-Aktion die Juden zunächst in das französische Konzentrationslager Camp de Gurs in der Nähe der spanischen Grenze, später von dort in die Vernichtungslager deportiert.
Zur Erinnerung und Mahnung wurden auch in Freiburg zahlreiche „Stolpersteine“ verlegt. Das Projekt  Vordtriede-Haus Freiburg widmet sich der Journalistin Käthe Vordtriede und ihren ebenfalls emigrierten Kindern. Im Stadtteil Rieselfeld wird ein Weg nach ihr benannt.

## Neuanfang nach 1945
Am 7. September 1945 fand zum ersten Mal seit fünf Jahren wieder ein jüdischer Gottesdienst in Freiburg statt. Die Stadt stellte hierfür einen Saal im Historischen Kaufhaus zur Verfügung. Die Israelitische Landesgemeinde Südbaden, die sich Ende 1945 in Freiburg gründete, hatte ihren Sitz in der Hansjakobstraße 8.
Am 11. November 1947 verlieh die Stadt dem ehemaligen Stadtrat Robert Grumbach stellvertretend für alle Juden Freiburgs die Ehrenbürgerwürde.
Am 1. Dezember 1948 schlossen Stadt und Land mit der Gemeinde einen Vergleich, nach dem die Stadt Eigentümerin des ehemaligen Synagogengeländes bleiben würde. Sie verpflichtete sich im Gegenzug zur Wiederherstellung des jüdischen Friedhofs, zur Ummauerung des Friedhofsareals sowie zum Bau eines Wärterhauses mit Friedhofshalle.
Im Jahr 1953 richtete die jüdische Gemeinde, der der französische Militärrabbiner zur Seite stand, in der Holbeinstraße 25 einen Betsaal ein. Am 16. Juni 1985 erfolgte die Grundsteinlegung für die neue Synagoge, die am 5. November 1985 eingeweiht wurde. Sie wurde in der Nähe des Münsters auf einem Grundstück errichtet, das die Stadt der Gemeinde kostenlos zur Verfügung gestellt hatte. Die Stadt übernahm eine Million D-Mark an Baukosten, das Land stellte weitere 3,5 der insgesamt nötigen 7 Millionen D-Mark zur Verfügung.
In Freiburg gibt es die orthodoxe Israelitische Gemeinde mit ca. 530 Mitgliedern und die egalitäre Jüdische Chawurah Gescher Gemeinde mit etwa 100 Mitgliedern. Letztere bezog am 28. September 2021, an Simchat Tora nach 23 Jahren mobilen Gemeindelebens eigene Synagogenräume.